# Rieumajou
Rieumajou är en kommun i departementet Haute-Garonne i regionen Occitanien i södra Frankrike. Kommunen ligger i kantonen Villefranche-de-Lauragais som tillhör arrondissementet Toulouse. År 2022 hade Rieumajou 137 invånare.

## Befolkningsutveckling
Antalet invånare i kommunen Rieumajou
Referens:INSEE